# Cobi Schreijer
Cobi Schreijer (Amsterdam, 25 april 1922 - Laren, 1 december 2005) was een Nederlandse zangeres van folkmuziek en later ook feministische liederen. In de jaren zestig leidde ze in Haarlem de troubadours- en folkclub De Waag, waar verschillende bekende zangers optraden.

## Leven en werk
Op zestienjarige leeftijd was ze lid van het close-harmonytrio The Novelty Sisters. In de Tweede Wereldoorlog ging ze volksliedjes en oude ballades vertolken. In verband met een grote Frans Halsmanifestatie in Haarlem werd haar in de jaren zestig gevraagd om in de Waag liederen uit de tijd van Frans Hals te zingen in een zeventiende-eeuws taveerne-decor. Op 31 mei 1963 ging de Waag Taveerne officieel open met als vaste bespelers Cobi en naast haar de Amsterdamse zanger Ronnie Potsdammer, die zich had toegelegd op vertaalde chansons. In 1964 haalde ze de Amerikaanse protestzanger Pete Seeger naar de Waag. Paul Simon zong er in december 1965, op een Sinterklaas-koopavond, voor zeventien mensen.

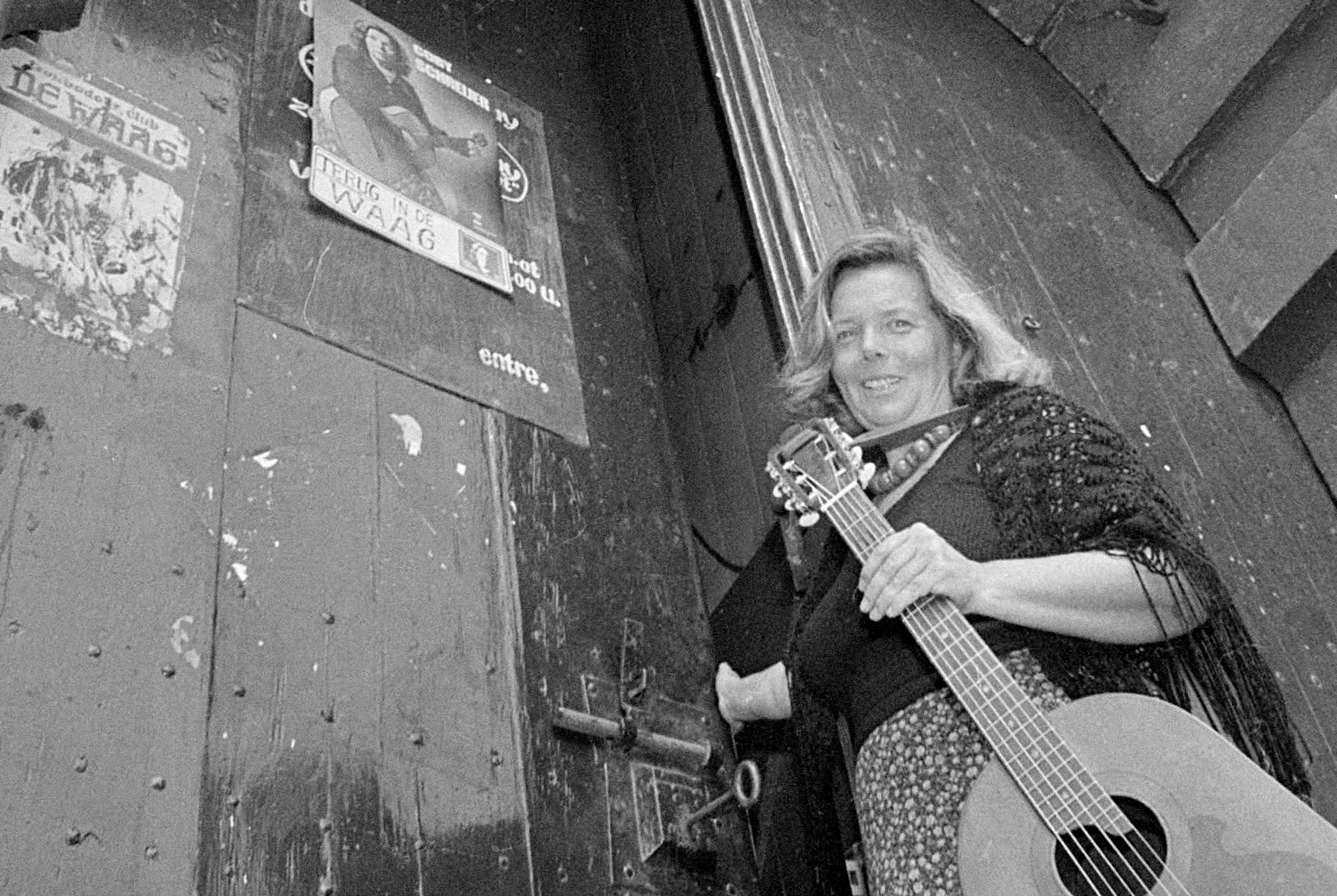
Coby Schreier met optreden "Terug in Waag" Haarlem 1975.

Begin jaren zeventig werd Cobi Schreijer zeer actief in de vrouwenbeweging en begon ze feministische strijdliederen te zingen. In 1978 kwam de VARAgram LP (ET 29) van haar uit met 14 feministische liederen. De hoes werd van commentaar voorzien door Hedy d'Ancona. In 1982 zette Schreijer onder meer het lied Er is een land waar vrouwen willen wonen van Joke Smit, het credo van de Nederlandse feministen, op de plaat. Ook werkte ze nauw samen met Jaap van de Merwe, die enkele buitenlandse politieke liederen voor haar vertaalde. In 1975, het Jaar van de Vrouw, maakte zij een tournee met Robert Long. Voor emanciperende vrouwen stelde zij in 1977 het liedboek Sansevieria samen, waarna in 1980 Sara, je rok zakt af verscheen.
In 1998 maakte ze haar laatste cd, Klein Ritueel, op initiatief van Boudewijn de Groot. Schreijer overleed in het Rosa Spier Huis in Laren.

## Onderscheiding
In 1987 werd Schreijer benoemd tot Ridder in de Orde van Oranje Nassau.

## Biografie
- Angeline van den Berg: Door de zee van de tijd. Het gezongen leven van Cobi Schreijer, een rebelse meid. Conserve, Schoorl, 2003. ISBN 9789054291749